# Димитър Кючуков
Димитър Кючуков (Кючюка, Кючука, срещан и като Димитър Кючуков – Малкия) е български революционер от Македония, четник на Христо Ботев и участник в Кресненско-Разложкото въстание. 

## Биография
Роден е в Крива паланка, тогава Егри паланка в Османската империя, днес в Северна Македония.
През 1876 година участва в четата на Христо Ботев. В списъка на Захарий Стоянов е под името Димитър Кючюка.
Според някои данни взима участие в Кресненско-Разложкото въстание на македонските българи (1878 – 1879), последвало решенията на Берлинския конгрес, оставил Македония извън границите на Княжество България.